# Kierre Beckles
Kierre Kamille Beckles (* 21. Mai 1990 in Bridgetown) ist eine barbadische Hürdenläuferin, die sich auf den 100-Meter-Hürdenlauf spezialisiert hat und über diese Distanz aktuell Inhaberin des Landesrekordes ist.

## Sportliche Laufbahn
Erste internationale Erfahrungen sammelte Kierre Beckles vermutlich im Jahr 2004, als sie bei den CARIFTA Games in Hamilton in 15,49 s den siebten Platz über 100 m Hürden in der U17-Altersklasse belegte und gewann über 300 m Hürden in 44,23 s die Bronzemedaille. Zudem belegte sie mit der barbadischen 4-mal-100-Meter-Staffel in 48,32 s den vierten Platz. Anschließend belegte sie bei den Zentralamerika- und Karibikjuniorenmeisterschaften in Coatzacoalcos in 14,98 s den sechsten Platz über 100 m Hürden und gewann in 44,67 s die Silbermedaille über 300 m Hürden. Im Jahr darauf schied sie bei den CARIFTA Games in Bacolet mit 15,31 s im Vorlauf über 100 m Hürden aus und belegte in 46,86 s den siebten Platz über 300 m Hürden. 2006 gewann sie bei den CARIFTA Games in Les Abymes in 13,90 s und 41,76 s jeweils die Silbermedaille über 100 und 300 m Hürden, belegte in 47,05 s den vierten Platz in der 4-mal-100-Meter-Staffel und gewann in 3:49,78 min die Bronzemedaille in der 4-mal-400-Meter-Staffel. Anschließend siegte sie bei den CAC-Juniorenmeisterschaften in Port of Spain in 13,72 s und 41,66 s jeweils über 100 und 300 m Hürden und gewann mit der 4-mal-400-Meter-Staffel in 3:47,38 min die Bronzemedaille, während sie mit der 4-mal-100-Meter-Staffel in 51,79 s den fünften Platz belegte. Daraufhin schied sie bei den Juniorenweltmeisterschaften in Peking mit 14,04 s im Halbfinale über 100 m Hürden aus. Im Jahr darauf gewann sie bei den CARIFTA Games in Providenciales in 14,03 s die Bronzemedaille über 100 m Hürden in der U20-Altersklasse und belegte im Fünfkampf mit 3115 Punkten den fünften Platz. Anschließend schied sie bei den Jugendweltmeisterschaften in Ostrava mit 13,79 s im Halbfinale aus und belegte in der Sprintstaffel (1000 Meter) in 2:11,37 min den sechsten Platz. 2008 siegte sie in 13,43 s bei den CARIFTA Games in Basseterre und sicherte sich in 45,75 s die Bronzemedaille in der 4-mal-100-Meter-Staffel. Anschließend belegte sie bei den Juniorenweltmeisterschaften in Bydgoszcz in 13,96 s den achten Platz im Hürdensprint und gelangte im Staffelbewerb mit 45,36 s auf Rang sieben. Daraufhin siegte sie in 13,88 s bei den Commonwealth Youth Games in Pune über 100 m Hürden. Im Jahr darauf siegte sie in 13,31 s erneut bei den CARIFTA Games in Vieux Fort und wurde in der 4-mal-100-Meter-Staffel disqualifiziert, während sie in der 4-mal-400-Meter-Staffel in 3:41,75 min die Silbermedaille gewann. Anschließend belegte sie bei den Zentralamerika- und Karibikmeisterschaften (CAC) in Havanna in 13,85 s den achten Platz.
2010 begann sie ein Studium an der University of South Carolina in den Vereinigten Staaten und im Jahr darauf belegte sie bei den CAC-Meisterschaften in Mayagüez in 13,24 s den vierten Platz über 100 m Hürden, ehe sie bei den Weltmeisterschaften in Daegu mit 13,44 s in der ersten Runde ausschied. 2012 gewann sie bei den U23-NACAC-Meisterschaften in Irapuato in 13,05 s die Silbermedaille hinter der US-Amerikanerin Brianna McNeal und im Jahr darauf gewann sie bei den CAC-Meisterschaften in Morelia in 13,37 s die Silbermedaille hinter der Jamaikanerin Monique Morgan und schloss ihr Studium in South Carolina ab. Anschließend kam sie bei den Weltmeisterschaften in Moskau mit 13,47 s nicht über den Vorlauf hinaus. 2014 belegte sie bei den Commonwealth Games in Glasgow in 13,38 s den sechsten Platz und gewann anschließend bei den Zentralamerika- und Karibikspielen in Xalapa in 13,47 s die Bronzemedaille hinter den Kolumbianerinnen Lina Flórez und Brigitte Merlano. Im Jahr darauf belegte sie bei den Panamerikanischen Spielen in Toronto in 13,24 s den siebten Platz, ehe sie bei den NACAC-Meisterschaften in San José in 12,88 s die Bronzemedaille hinter den US-Amerikanerinnen Lolo Jones und Tenaya Jones gewann. Daraufhin schied sie bei den Weltmeisterschaften in Peking mit 12,90 s im Semifinale aus. 2016 nahm sie an den Olympischen Sommerspielen in Rio de Janeiro teil und schied dort mit 13,01 s in der ersten Runde aus.
2018 kam sie bei den Commonwealth Games im australischen Gold Coast mit 13,68 s nicht über den Vorlauf über 100 m Hürden hinaus und anschließend belegte sie bei den Zentralamerika- und Karibikspielen in Barranquilla in 13,48 s den achten Platz, ehe sie bei den NACAC-Meisterschaften in Toronto mit 13,45 s den Finaleinzug verpasste.
In den Jahren 2006 und 2008, von 2012 bis 2017 sowie 2019, 2021 und 2023 wurde Beckles barbadische Meisterin im 100-Meter-Hürdenlauf.

## Persönliche Bestzeiten
- 100 m Hürden: 12,88 s (−1,0 m/s), 27. August 2015 in Peking (barbadischer Rekord)
  - 60 m Hürden (Halle): 8,11 s, 26. Februar 2012 in Lexington